# María Amparo Martínez Arroyo
María Amparo Martínez Arroyo es una científica mexicana experta en cambio climático y problemas ambientales.

## Trayectoria
Estudió la licenciatura en Biología y la maestría en Ciencias (Biología) en la Facultad de Ciencias de la Universidad Nacional Autónoma de México y concluyó sus estudios de Doctorado en Biología (Ecología) en la Universidad de Barcelona.
En el periodo de 2009 a 2013 se desempeñó como directora del Centro de Ciencias de la Atmósfera (CCA) de la Universidad Nacional Autónoma de México. Del 2013 al 2021 se desarrolló como directora general del Instituto Nacional de Ecología y Cambio Climático (INECC) en donde contribuyó con políticas públicas enfocadas a desarrollar estrategias para contender contra los estragos del cambio climático .
Además, se desempeñó como integrante del Consejo de Cambio Climático.
Participó en diversos foros nacionales e internacionales como la Mesa sobre Cambio Climático y el Gender Summit GS8 como experta en el impacto de la actividad humana en la elevación de la temperatura de la tierra y como pionera del estudio de las interacciones atmósfera-biósfera en sistemas acuáticos.
Es autora de múltiples libros y artículos científicos y formó parte del grupo interdisciplinario de estudio sobre Coronavirus SARS-CoV-2, contaminación atmosférica y riesgos a la salud.
Contribuyó en diferentes aspectos de la aplicación del conocimiento científico en la administración pública y se desempeña investigadora titular y coordinadora del grupo de Aerosoles Atmosféricos en el INECC.

## Líneas de Investigación
- La relación entre flujo y captura de carbono y el Cambio Climático
- Producción y consumo biogénico de gases invernadero (CH4, CO2) en humedales y selvas
- El efecto de la variabilidad y el cambio climático en ecosistemas acuáticos
- Concentración y emisión de compuestos biogénicos marinos como núcleos de condensación de nubes (DMS y DMSP)
- Análisis interdisciplinario de problemas ambientales, relaciones ciencia y sociedad
- Relación atmósfera-biosfera en sistemas acuáticos. Producción y captura biogénica de gases, en el sistema océano-atmósfera y en ecosistemas acuáticos. Fotosíntesis acuática (captura de CO2 y producción de O2).